# Erlebach
Erlebach ist eine Wüstung in Thüringen. Sie liegt im Heldburger Land im äußersten Süden Thüringens im Landkreis Hildburghausen südlich von Heldburg, nur wenige hundert Meter von der thüringisch-bayerischen Grenze entfernt. Der Ort ist heute eine Gedenkstätte an der ehemaligen innerdeutschen Grenze.

## Geschichte

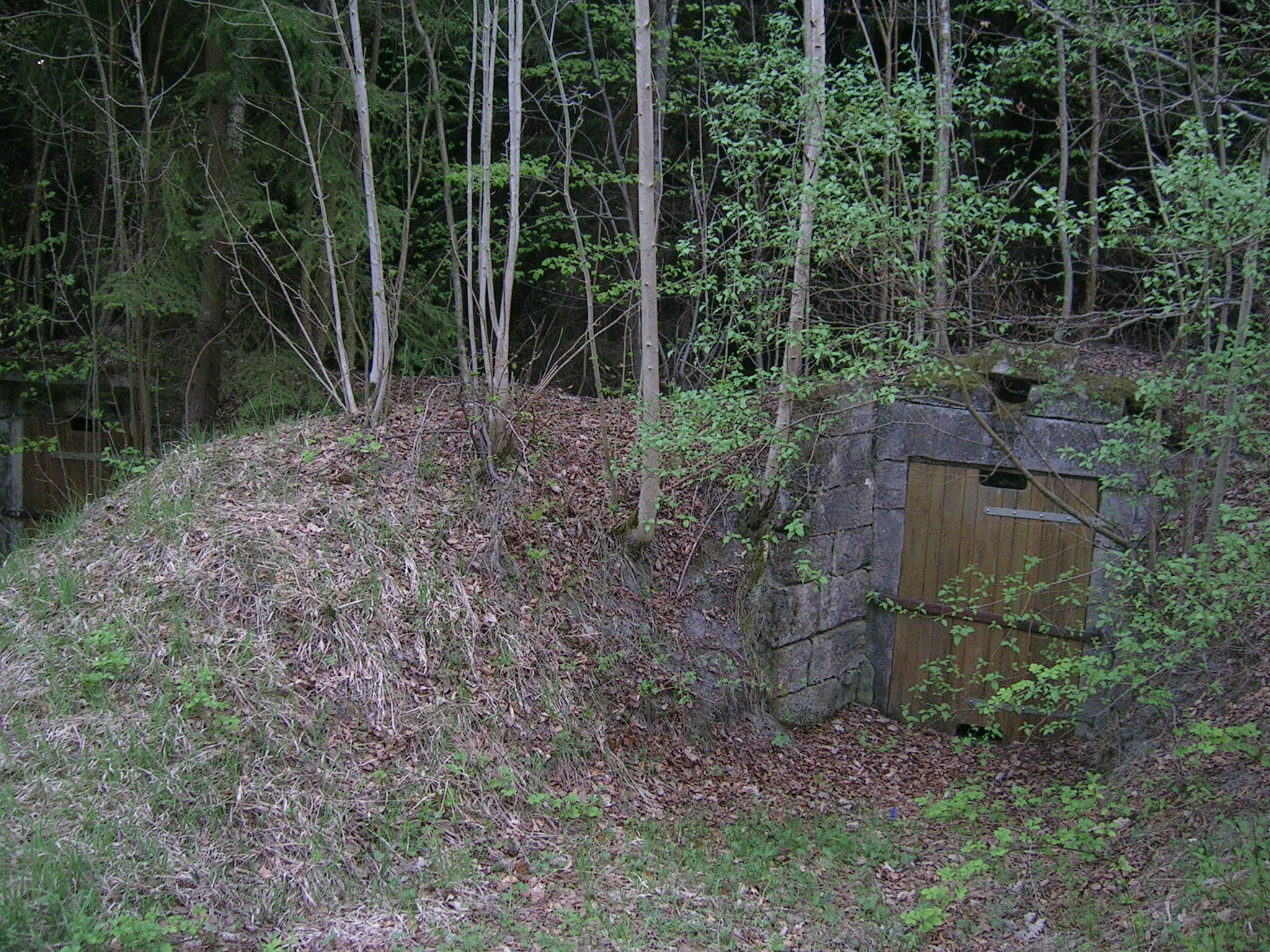
Felsenkeller bei Erlebach im Jahr 2011, wieder mit Tür und Schloss versehen.

1310 wurde der Ort zum ersten Mal erwähnt. Das Dorf war ein Rittergut der Familie Marschall genannt Greiff und bestand aus einem schlossartigen Gutshaus, weiteren Häusern, einer Mahlmühle und einer Ziegelhütte. Erlebach gehörte bis 1918 zum Amt Heldburg im Herzogtum Sachsen-Meiningen, danach zum Land Thüringen. Das Adelsgeschlecht erlosch 1929. Von 1940 bis Juli 1945 wurde durch die Kreisbauernschaft ein Treuhänder für das Gut eingesetzt. Danach erfolgte die Enteignung durch die sowjetischen Besatzungstruppen. Durch die Bodenreform wurde das Gut am 23. Dezember 1945 an Bauern und Neubauern aufgeteilt. 1948 wurde auf Weisung der sowjetischen Besatzungsmacht das Gutshaus abgerissen.
1946 hatte der Ort 29 Einwohner. Er lag in der von den DDR-Behörden 1952 geschaffenen Sperrzone, die die weitere Geschichte des Ortes bestimmte. 1961 wurde eine Landwirtschaftliche Produktionsgenossenschaft „Erlengrund“ gegründet. 1975 wurde die Räumung des Dorfes angekündigt und dessen Bewohner zur Umsiedlung gezwungen. Die Felsenkeller wurden zugemauert, damit sie nicht von "Republikflüchtlingen" (DDR-Terminus) als Versteck genutzt werden konnten. Im Dezember 1986 verließ die letzte Familie das Dorf. Danach wurden alle Häuser abgerissen und die Flächen eingeebnet. Geblieben sind der Dorfteich und eine Erinnerungstafel an der alten Dorfstelle sowie, etwa 500 Meter östlich gelegen, der Friedhof der Familie Marschall.